# Offenberg (Adelsgeschlecht)

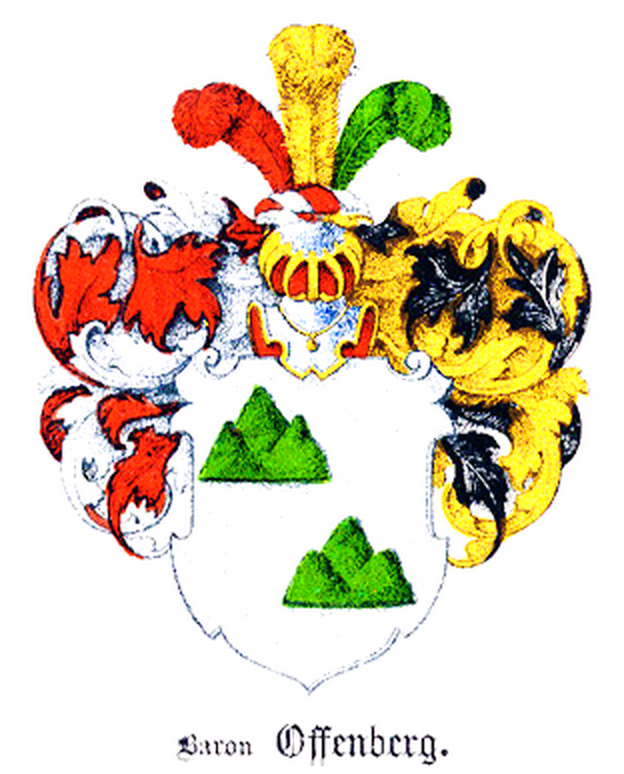
Familienwappen der von Offenberg

Offenberg ist der Name eines schweizerisch-baltischen Adelsgeschlechts, dessen Ursprung bis in das 10. Jahrhundert zurück reicht. Die Familie breitete sich über den baltischen Raum nach Russland, Polen, Sachsen und dem übrigen Deutschland aus. Im Herzogtum Kurland und Semgallen gehörten sie zu den führenden und einflussreichsten landespolitischen Persönlichkeiten und in dem späteren Gouvernement Kurland, das unter der Hoheit des Zarenreichs Russlands stand, waren hohe Offiziere und Staatsbeamte in russischen Diensten.

## Die Urahnen
Wenn auch unter der Legendenbeschreibung stehend, stammte das uralte Geschlecht aus dem Raume Zürich, hier wurden sie im Jahre 996 erstmals erwähnt. Mit Martin von Offenberg wurde 1165 ein Turniersieger bei den Ritterspielen zu Zürich bekannt. In den Jahren 1256 und 1275 wurden Rudolph und Hugo von Offenberg als Komture des Johanniterordens zu Burgsee genannt. Es war ein Amadeus von Offenberg, der Kaiser Sigismund (1368–1437) zur Krönung nach Rom, vermutlich als Leibwächter, begleitete, auf einer Tiberbrücke in Rom erhielt er durch den Kaiser den Ritterschlag, er war später Oberstzunftmeister zu Basel und verstarb 1458. Emmerich von Offenberg lebte 1490 als Römisch-kaiserlicher Landoberst in der Schweiz. Sein Sohn Jonas war Geheimer Rat und Statthalter in der Steiermark, er diente 1571 Kaiser Maximilian II. (1527–1576) als Gesandter bei Zar Iwan IV. der Schreckliche (1530–1584). Jonas’s einziger Sohn Lorenz diente mit großen Ehren im Heer des Heiligen Römischen Reichs Deutscher Nation und erhielt als Anerkennung seiner Verdienste ansehnliche Güter in der Steiermark.

## Im Baltikum
Im Jahre 1540 gelangte Lorenz I. von Offenberg († 1576) als Begleiter des Erzbischofs und Markgrafen Wilhelm von Brandenburg (1498–1568), der das Erzbischofsamt in Riga erhalten hatte, nach Livland und wurde Herr auf Kokenhusen und Stiftvoigt auf Treyden und Cremon. Er war später Ordenskanzler des Livländischen Ordens, einem eigenständigen Teil des Deutschen Ordens im Baltikum und trat 1569 als Bevollmächtigter der Livländischen Ritterschaft auf der Union von Lublin in Erscheinung. Er gilt als der Stammvater des Adelsgeschlechts derer von Offenberg im Ostseeraum. Kaiser Rudolph II. (1552–1612) verlieh der Familie 1594 ein Diplom, durch welches er „das alte und edle Blut der Offenberg“ auch für das Heilige Römische Reich anerkannte, 1601 erhielten sie den Freiherrenstand. Lorenz II. († 1625) war mit Barbara von Rosen verheiratet, mit dieser ehelichen Verbindung gelang ihm der Zugang zu der Baltischen Ritterschaft. Seine Nachkommen breiteten sich nach Dänemark, Sachsen und im Kurland aus, während das Stammhaus auf dem Gut Illien verblieb. In Kurland entwickelten sich zwei Linien: Groesen und Illien. Aus der Linie Gronesen gingen zahlreiche Landesbeamte sowie Offiziere hervor. Mit Friedrich Alexander (1841–1895), Sekretär und Archivar der Kurländischen Ritterschaft, starb sie im Mannesstamm aus.

### Haus Illien

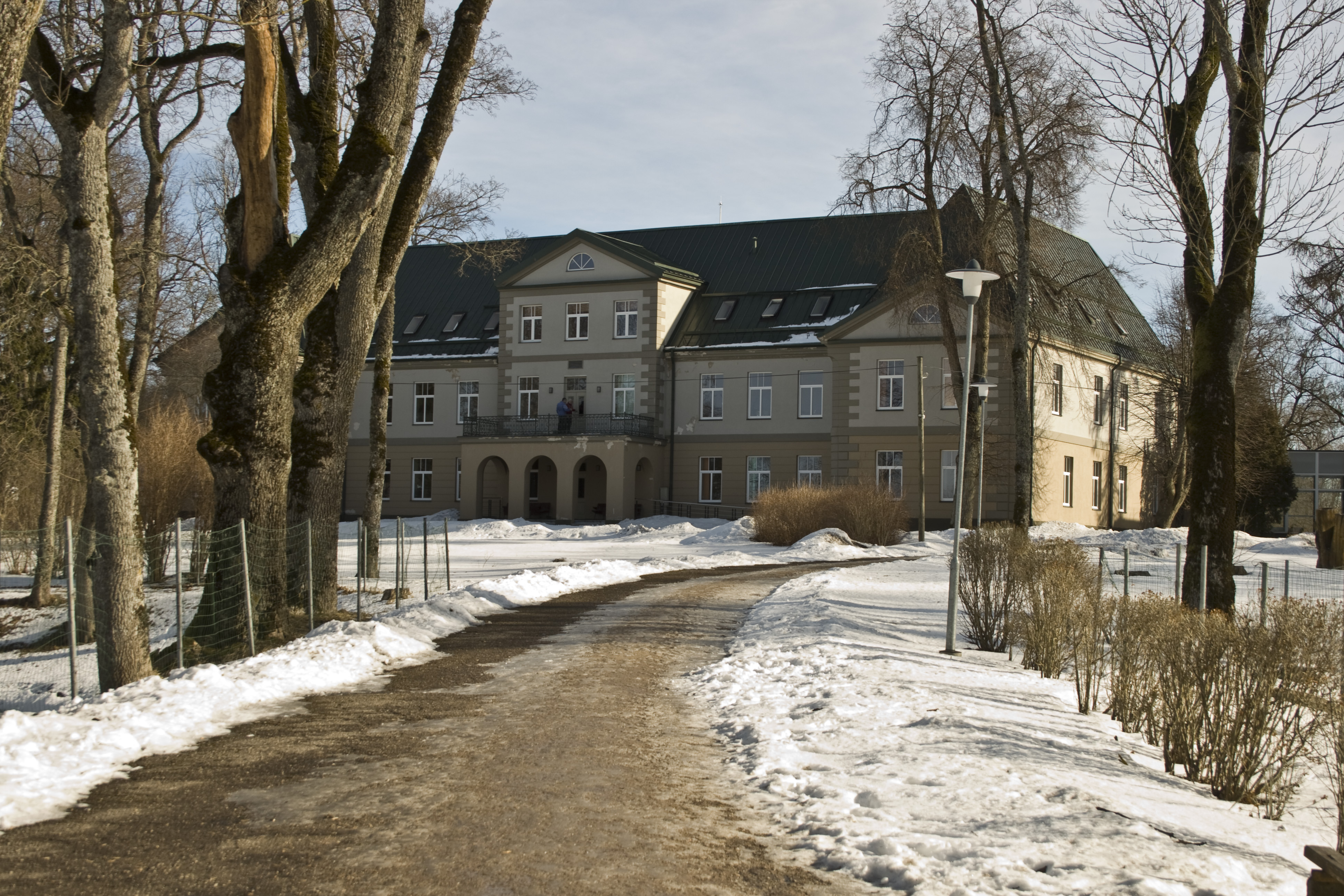
Herrenhaus Illien in Livland (seit 1969 ein Pflegeheim für psychisch Kranke)

Friedrich George (1620–1676), ein Sohn Lorenz’ II. begründete die Linie Illien. Sein Enkel Heinrich Christian (1696–1781) war Landhofmeister im Herzogtum Kurland und Semgallen. Durch die Heirat mit Friederike Dönhoff gelangte er in den Besitz der Güter Illien und Sarraiken. Heinrich Christian Wilhelm von Offenberg (1788–1871) erbte Illien und vergrößerte den Familienbesitz. Sein Bruder Friedrich Carl Nikolaus (1789–1856) war russischer General, sein zweiter Bruder Emmerich Johann (1791–1870) war ebenfalls russischer General und Inspekteur der gesamten russischen Kavallerie. Heinrich Peter Friedrich (1821–1888) war ein hoher russischer Offizier und Staatsbeamter, er war von 1872 bis 1875 Gesandter in den USA. 1841 wurden die Familie in die Matrikel der Kurländischen Ritterschaft aufgenommen und führte gemäß russischer Anerkennung seit 1862 den Baronstitel. Obwohl Heinrich Christian auf Illien mit seiner Ehefrau Jenny von Mirbach 17 Kinder hatte, starb mit dem Adelsmarschall Ulrich von Offenleben (1879–1959) die letzte kurländische Linie im Mannesstamm aus.

### Haus Kidule
Das genealogische Haus Kidule, Grundbesitz in Litauen, vertrat zuletzt Friedrich (Fritz) Baron von Offenberg (1867–1935), verheiratet mit Florence von Keudell, Tochter des Kurt von Keudell und der Blanche Murray, die aus Schottland stammte. Blanche von Keudell bewohnte Kidule. Das kleine Herrenhaus in Kidule ist saniert und inzwischen seit kurzer Zeit ein Museum.

## Persönlichkeiten
- Heinrich von Offenberg (1752–1827), ledig, Hofmarschall beim Herzog von Kurland und Semgallen, kaiserlich-russischer Geheimer Rat, Präsident des kurländischen Oberhofgerichts. Er war Träger des Wladimirordens und des Russischen Orden der Heiligen Anna, Ritter der Ehrenlegion und Komtur des hl. Johannes von Jerusalem. Seit 1778 war er Mitglied in der Freimaurerloge in Mitau und von 1786 bis 1827 Ehrenmitglied der Preußischen Akademie der Künste in Berlin.[5]
- Karl Gustav von Offenberg auf Grösen (1755–1835) begründete die ältere Linie, er war kaiserlicher russischer Geheimer Rat und von 1807 bis 1818 Präsident des Piltenschen Landratskollegium. Er war Träger des Großkreuzes des Russischen Ordens der Heiligen Anna.
- Heinrich Christian von Offenberg (1696–1781) begründete die jüngere Linie, er war kurländischer Landhofmeister und Oberrat sowie Träger des Großkreuzes des Alexander-Newski-Ordens und des Russischen Ordens der Heiligen Anna.
- Friedrich Karl von Offenberg († 1789) war russischer Generalleutnant und Träger des Großkreuzes des Russischen Ordens der Heiligen Anna und des Sankt-Stanislaus-Ordens.
- Emmerich von Offenberg (1791–1870), russischer General der Kavallerie
- Heinrich Christian Wilhelm von Offenberg (1788–1871),[6] Enkel des Heinrich Christian, war Präsident des kurländischen Domänenhofs Mitau und Herr auf Illien. Er war mit Jenny von Mirbach verheiratet und hatte mit ihr 17 Kinder. In den Zeiten des polnischen Aufstandes stellte er 1831 mit einem Kommando von Freiwilligen die Verbindung zwischen Kurland und Preußen her.
- Friedrich von Offenberg (1789–1856), russischer General der Kavallerie

## Wappen
Das Wappen der Familie von Offenberg zeigt zwei schräg rechts in einem gewellten silbernen Schilde ruhende bemooste und durch verschiedene Absätze erhöhte Berge. Auf dem Turnierhelm wächst eine rote, goldene Straußenfeder. Die Helmdecken sind rechts schwarz und golden, links rot und silbern.